# 지방도 제502호선
지방도 제502호선은 충청북도 보은군 회남면 거신교 동단과 옥천군을 거쳐 보은군 탄부면 탄부 교차로를 잇는 충청북도의 지방도이다.
보은군 회남면 분저리와 은운리 사이 구간 약 5.8 km 구간은 도로는 개설되어 있으나 포장되어 있지 않은 구간이다.

## 연혁
- 2003년 2월 14일 : 노선 폐지 및 재지정으로 시점이 '보은군 회남면 거교리'에서 '보은군 회남면 조곡리'로 변경, 종점이 '보은군 탄부면 덕동리'에서 '보은군 탄부면 임한리'로 변경.[1]
- 2008년 12월 26일 : 지방도 도로구역 지정[2]
- 2013년 7월 19일 : 분저 ~ 은운간 도로 확포장공사에 의해 보은군 회남면 은운리 690m 구간 도로구역 변경[3]

## 주요 경유지
- 보은군
  - 회남면 거신교 동단 - 조곡리 - 판장리 - 판장대교 - 용호리 - 분저리(예을원) - (미포장 구간 : 분저리 - 은운리) - 은운리(싸리골)
- 옥천군
  - 안내면 답양리 - 용촌리 - 도율삼거리 - 도율리 - 현리교 - 현리 - 신촌교 - 안내 교차로 - 현리 교차로 - 정방사거리 - 정방리 - 정방재(해발 240m) - 오덕리
- 보은군
  - 삼승면 원남리 - 삼승면 행정복지센터 - 원남사거리 - 원남 교차로 - 판동초등학교 - 내망리 - 천남리
  - 탄부면 성지리 - 덕동교 - 덕동삼거리 - 탄부초등학교 - 덕동리 - 벽지리 - 하장리 - 보덕중학교 - 탄부 교차로

## 중복 구간
- 옥천군 안내면 도율삼거리 ~ 현리삼거리 : 지방도 제575호선과 중복
- 옥천군 안내면 현리삼거리 ~ 정방사거리 : 국도 제37호선과 중복

## 도로명
- 보은군 회남면 거신교 동단 ~ 옥천군 안내면 도율삼거리 : 안내회남로
- 옥천군 안내면 도율삼거리 ~ 안내 교차로 : 안내수한로
- 옥천군 안내면 안내 교차로 ~ 현리 교차로 : 대청로
- 옥천군 안내면 현리 교차로 ~ 정방사거리 : 안내보은로
- 옥천군 안내면 정방사거리 ~ 보은군 삼승면 원남사거리 : 안내삼승로
- 보은군 삼승면 원남사거리 ~ 탄부면 탄부 교차로 : 삼승탄부로